# Qarah Zamīn
Qarah Zamīn (persiska: قَرَه زَمين, قره زمین) är en ort i Iran.   Den ligger i provinsen Västazarbaijan, i den nordvästra delen av landet, 700 km nordväst om huvudstaden Teheran. Qarah Zamīn ligger 1 078 meter över havet och antalet invånare är 602.
Terrängen runt Qarah Zamīn är platt åt nordost, men åt sydväst är den kuperad.Runt Qarah Zamīn är det ganska glesbefolkat, med 39 invånare per kvadratkilometer. Närmaste större samhälle är Showţ, 7,8 km nordväst om Qarah Zamīn. Trakten runt Qarah Zamīn består i huvudsak av gräsmarker.